# Kollegiale Fallberatung
Die kollegiale Fallberatung ist eine Form der kollegialen Beratung. Beruflich Gleichgestellte suchen gemeinsam nach Lösungen für ein konkretes Problem (für einen „Fall“). Der „Fallgeber“ schildert den „Beratern“ die Situation und lässt sich von diesen beraten. Die Berater müssen dabei nicht direkt mit dem Fall zu tun haben.

## In der Schule
In der Schule wurde kollegiale Fallberatung in informeller Form schon immer praktiziert. Derzeit wird von Meta-Pädagogen ein formalisierter Beratungsprozess propagiert, der an Methoden der Supervision angelehnt ist. Wenn ein Problem auftritt (zum Beispiel Konflikte unter Schülern, zwischen Schülern und Lehrern, zwischen Lehrern und Schulleitung), wendet sich der Kollege an den Beratungslehrer oder die Beratungsgruppe. An manchen Schulen gibt es auch eine Gruppe, die sich regelmäßig trifft, um Fälle zu lösen. 
Der Prozess der Beratung kann sich beispielsweise in folgende Phasen aufteilen:
1. Die Gruppe benennt einen Moderator, und jemand meldet sich, der „Beratung“ wünscht. Die Moderation kann nach dem Fall wechseln.
2. Der Fall wird vom Ratsuchenden dargestellt.
3. Durch Rückfragen von der Gruppe werden Unklarheiten beseitigt.
4. Die Gruppe bearbeitet den Fall. Hier arbeitet der Ratsuchende nicht mit.
5. Eine kurze Pause zwischendurch kann den Kommunikationsprozess fördern. Es gibt verschiedene Möglichkeiten der Bearbeitung. Zum Beispiel
  1. Eine Identifikationsrunde: Jeder Kollege versetze sich in einen der am Konflikt Beteiligten und paraphrasiert dessen vermutete Sicht der Dinge: „Ich als ... denke/fühle/würde/ ...“
  2. Ein Rollenspiel oder ein Standbild
6. Zwischenrückmeldung des Ratsuchenden, in dem dieser erklärt, was ihm besonders wichtig erschien.
7. Lösungssuche ohne Beteiligung des Betroffenen. Dies kann mit einem Brainstorming geschehen. Die Lösung kann im Rollenspiel vorgeführt werden.
8. Zum Schluss erklärt der Ratsuchende, was er von den Lösungsvorschlägen annehmen will und welche Erkenntnisse er gewonnen hat.

## Heilsbronner Modell
Das „Heilsbronner Modell“ ist eine streng strukturierte Variante. Damit auch methodisch wenig erfahrene Kollegen ohne externen Moderator auskommen, wird der Ablauf in zehn genau definierte, aufeinander aufbauende Schritte aufgeteilt. Dadurch kann eine Beratungsgruppe die Fallberatung selbst organisieren und durchführen. Das strukturierte Gespräch im geschützten Raum der Gruppe wird dabei als einzige Methode verwendet. Freies Assoziieren der Berater, im vierten Prozessschritt, weitet und bereichert den Erlebens- und Reflexionsraum aller am Prozess Beteiligten. Das „Heilsbronner Modell“ ähnelt weitgehend dem psychoanalytisch fundierten Konzept der Balint-Gruppe.
Die zehn Schritte sind:
1. Rollen verteilen: Fallgeber, Moderator, Berater
2. Fall schildern (Fallgeber)
3. Nachfragen (Berater)
4. Sammeln von Assoziationen, Empfindungen, Phantasien (Berater)
5. Rückmeldung zu den Ideen (Fallgeber)
6. Lösungsvorschläge sammeln (Berater)
7. Rückmeldung zu den Lösungsvorschlägen (Fallgeber)
8. Austausch zu den Lösungsvorschlägen, Planung der Umsetzung (alle)
9. eigene Erfahrungen zu ähnlichen Fällen einbringen (Berater, Moderator)
10. Rückblick: Wie haben wir gearbeitet? Was können wir nächstes Mal besser machen?

Der Moderator hat die Aufgabe, gemeinsam mit den anderen dafür zu sorgen, dass in jedem Schritt nur die dort vorgesehenen Ebenen besprochen werden, und festzustellen, ob der Schritt beendet ist und dann den nächsten zu eröffnen.
Das "Heilsbronner Modell" wurde zunächst in den Jahren 1985/86 an der Fachhochschule für Religionspädagogik und kirchliche Bildungsarbeit München als Praxistheorie formuliert. Im "Religionspädagogischen Zentrum der Evangelisch-Lutherischen Kirche in Bayern" mit Sitz im ehemaligen Kloster Heilsbronn wurde es in den folgenden Jahren für die Aus- und Weiterbildung von Lehrkräften weiter entwickelt und findet unter diesem Namen über die Grenzen des deutschen Sprachraums und das Handlungsfeld Schule und Soziale Arbeit hinaus Verwendung.
Online-Beratung nach dem Heilsbronner Modell ist seit 2005 verfügbar: Computervermittelte Kommunikation ermöglicht asynchron und ortsunabhängig institutions- und berufsgruppenübergreifende Beratungsprozesse, die sich im Wesentlichen als textbasierter Dialog in geschützten Online-"Räumen" entfalten. Die Plattform kokom.net verwendet durchgängig die Metapher des virtuellen „Raumes“, auf diversen „Etagen“ dieses „Beratungshauses“. Träger ist seit 2008 das Institut für kollegiale Beratung e. V. in Heilsbronn.